# Боярская дочь (фильм, 1911)
«Боярская дочь» — драматический фильм 1911 года режиссера Петра Чардынина по пьесе И. В. Шпажинского «Вольная Волюшка».

## История
Фильм «Боярская дочь» был выпущен в 1911 году, его производством занималось ателье Ханжонкова. Сценарист и режиссер Петр Чардынин, оператор Луи Форестье, художник В. Фестер. В основе сценария пьеса И. В. Шпажинского «Вольная волюшка». Фильм сохранился до нашего времени без надписей.

## Сюжет
Боярин Шалыгин обладает крутым и своенравным характером. Шалыгин вдовец, он очень любит свою дочь красавицу Антонину, добрую и отзывчивую девушку, которая всегда заступается за других девушек перед своим отцом. Старая нянька за что-то невзлюбила Антонину, и когда она узнала, что девушка влюблена в атамана, рассказала об этом боярину. Антонина и ее возлюбленный гуляли ночью в саду, когда появилась нянька, которая привела боярина и челядь. Атаман просит у отца девушки благословления для вступления в брак, но боярин и слышать не хочет об этом. Он говорит своим людям схватить атамана. Атаману удается спастись, в стане он рассказывает о том, что с ним произошло. Его сообщники уговаривают его расквитаться с боярином. Во время сватания старика-боярина Антонине, на усадьбу налетает атаман и похищает девушку. В лагере он повторяет просьбу о вступлении в брак с боярской дочкой, но боярин и слышать об это не хочет и проклинает свою дочь. Он, обезумев, бежит из лагеря разбойников и бродит возле своей разгромленной усадьбы. Ему начинает казаться, что атаман целует его дочь, на него обрушиваются тяжелые мысли. Выхватив нож, бежит он к стрельцам, рассказывает о случившемся, и просит помочь. Ночью нападают они на стан разбойников, боярин кидается на атамана с занесенным ножом. Появляется его дочь, и становится между отцом и возлюбленным, чтобы защитить последнего, но становится жертвой сама.

## В ролях
- Александра Гончарова — Антонина
- Василий Степанов — боярин Шалыгин
- Павел Бирюков — атаман разбойников[1]